# فرناند ليندسي
فرناند ليندسي هو مخرج فني كندي، ولد في 11 مايو 1928 في باس سان ريمون في كندا، وتوفي في 17 مارس 2009.